# Campeonato Mundial de Lucha de 2007
El LVIII Campeonato Mundial de Lucha se celebró en Bakú (Azerbaiyán) entre el 17 y el 23 de septiembre de 2007. Fue organizado por la Federación Internacional de Luchas Asociadas (FILA) y la Federación Azerbaiyana de Lucha.
Las competiciones se realizaron en el Complejo Deportivo Heydar Aliyev de la capital azerbaiyana.

## Resultados

### Lucha grecorromana masculina
| Evento         | Oro                       | Plata                         | Bronce                                                         |
| -------------- | ------------------------- | ----------------------------- | -------------------------------------------------------------- |
| 55 kg (17.09)  | Hamid Surian Irán         | Park Eun-Chul Corea del Sur   | Nazyr Mankiyev · Rusia · Kristijan Fris · Serbia               |
| 60 kg (17.09)  | Davit Bedinadze Georgia   | Makoto Sasamoto Japón         | Jung Ji-Hyun · Corea del Sur · Eusebiu Diaconu · Rumania       |
| 66 kg (17.09)  | Fərid Mansurov Azerbaiyán | Steeve Guénot Francia         | Nikolai Guergov Bulgaria Justin Lester Estados Unidos          |
| 74 kg (18.09)  | Yavor Yanakiev Bulgaria   | Mark Madsen Dinamarca         | Christophe Guénot · Francia · Valdemaras Venckaitis · Lituania |
| 84 kg (18.09)  | Alexei Mishin · Rusia     | Bradley Vering Estados Unidos | Saman Tahmasebi Irán Badri Jasaia Georgia                      |
| 96 kg (18.09)  | Ramaz Nozadze Georgia     | Mindaugas Ežerskis · Lituania | Gasem Rezaei · Irán · Marek Švec · República Checa             |
| 120 kg (19.09) | Mijaín López Núñez · Cuba | Jasan Baroyev · Rusia         | Dremiel Byers Estados Unidos Yuri Patrikeyev Armenia           |

### Lucha libre masculina
| Evento         | Oro                          | Plata                             | Bronce                                                               |
| -------------- | ---------------------------- | --------------------------------- | -------------------------------------------------------------------- |
| 55 kg (19.09)  | Besik Kudujov · Rusia        | Bayaraaguiin Naranbaatar Mongolia | Rizvan Gadzhiyev · Bielorrusia · Andy Moreno González · Cuba         |
| 60 kg (19.09)  | Mavlet Batirov · Rusia       | Anatolie Guidea Bulgaria          | Bazar Bazarguruyev · Kirguistán · Sahit Prizreni · Albania           |
| 66 kg (20.09)  | Ramazan Şahin Turquía        | Geandry Garzón Caballero · Cuba   | Otar Tushishvili · Georgia · Irbek Farniyev · Rusia                  |
| 74 kg (20.09)  | Majach Murtazaliyev · Rusia  | Ibrahim Aldatov · Ucrania         | Çamsulvara Çamsulvarayev · Azerbaiyán · Iván Fundora Zaldívar · Cuba |
| 84 kg (20.09)  | Gueorgui Ketoyev · Rusia     | Yusup Abdusalomov Tayikistán      | Zaurbek Soxiyev Uzbekistán Reza Yazdani Irán                         |
| 96 kg (21.09)  | Jadzhimurat Gatsalov · Rusia | Saeid Ebrahimi Irán               | Qurbon Qurbonov Uzbekistán Daniel Cormier Estados Unidos             |
| 120 kg (21.09) | Bilial Majov · Rusia         | Alexis Rodríguez Valera · Cuba    | Vadym Tasoyev · Ucrania · Artur Taymazov · Uzbekistán                |

### Lucha libre femenina
| Evento        | Oro                     | Plata                          | Bronce                                                     |
| ------------- | ----------------------- | ------------------------------ | ---------------------------------------------------------- |
| 48 kg (21.09) | Chiharu Icho Japón      | Iryna Merleni · Ucrania        | Mayelis Caripá Castillo · Venezuela · Li Xiaomei · China   |
| 51 kg (22.09) | Hitomi Sakamoto Japón   | Ren Xuecheng China             | Anne-Catherine Deluntsch · Francia · Erica Sharp · Canadá  |
| 55 kg (22.09) | Saori Yoshida Japón     | Ida-Theres Karlsson · Suecia   | Natalia Golts · Rusia · Olga Smirnova · Kazajistán         |
| 59 kg (22.09) | Audrey Prieto Francia   | Stéphanie Groß · Alemania      | Dorzhiin Narmandaj · Mongolia · Natalia Synyshyn · Ucrania |
| 63 kg (23.09) | Kaori Icho Japón        | Yelena Shalyguina · Kazajistán | Sara McMann · Estados Unidos · Monika Michalik · Polonia   |
| 67 kg (23.09) | Jing Ruixue China       | Martine Dugrenier · Canadá     | Cathrine Downing · Estados Unidos · Natalia Kuxina · Rusia |
| 72 kg (23.09) | Stanka Zlateva Bulgaria | Kristie Marano Estados Unidos  | Guiuzel Maniurova · Rusia · Olga Zhanibekova · Kazajistán  |

## Medallero
| Núm. | País            | Oro | Plata | Bronce | Total |
| ---- | --------------- | --- | ----- | ------ | ----- |
| 1    | Rusia           | 7   | 1     | 5      | 13    |
| 2    | Japón           | 4   | 1     | 0      | 5     |
| 3    | Bulgaria        | 2   | 1     | 1      | 4     |
| 4    | Georgia         | 2   | 0     | 2      | 4     |
| 5    | Cuba            | 1   | 2     | 2      | 5     |
| 6    | Irán            | 1   | 1     | 3      | 5     |
| 7    | Francia         | 1   | 1     | 2      | 4     |
| 8    | China           | 1   | 1     | 1      | 3     |
| 9    | Azerbaiyán      | 1   | 0     | 1      | 2     |
| 10   | Turquía         | 1   | 0     | 0      | 1     |
| 11   | Estados Unidos  | 0   | 2     | 5      | 7     |
| 12   | Ucrania         | 0   | 2     | 2      | 4     |
| 13   | Kazajistán      | 0   | 1     | 2      | 3     |
| 14   | Canadá          | 0   | 1     | 1      | 2     |
| 14   | Corea del Sur   | 0   | 1     | 1      | 2     |
| 14   | Lituania        | 0   | 1     | 1      | 2     |
| 14   | Mongolia        | 0   | 1     | 1      | 2     |
| 18   | Alemania        | 0   | 1     | 0      | 1     |
| 18   | Dinamarca       | 0   | 1     | 0      | 1     |
| 18   | Suecia          | 0   | 1     | 0      | 1     |
| 18   | Tayikistán      | 0   | 1     | 0      | 1     |
| 22   | Uzbekistán      | 0   | 0     | 3      | 3     |
| 23   | Albania         | 0   | 0     | 1      | 1     |
| 23   | Armenia         | 0   | 0     | 1      | 1     |
| 23   | Bielorrusia     | 0   | 0     | 1      | 1     |
| 23   | Kirguistán      | 0   | 0     | 1      | 1     |
| 23   | Polonia         | 0   | 0     | 1      | 1     |
| 23   | República Checa | 0   | 0     | 1      | 1     |
| 23   | Rumania         | 0   | 0     | 1      | 1     |
| 23   | Serbia          | 0   | 0     | 1      | 1     |
| 23   | Venezuela       | 0   | 0     | 1      | 1     |
|      | TOTAL           | 21  | 21    | 42     | 84    |